# فرودگاه دکوی
فرودگاه دکوی (به انگلیسی: De Kooy Airfield) (به زبان بومی: Vliegveld De Kooy) یک فرودگاه نظامی و همگانی با کد یاتا DHR است که یک باند فرود بله دارد و طول باند آن بتن متر است. این فرودگاه در شهر دن هلدر کشور هلند قرار دارد و در ارتفاع ۱ متری از سطح دریا واقع شده است.